# ぬし釣りシリーズ
「ぬし釣りシリーズ」（ぬしづりシリーズ）は、1990年8月にパック・イン・ビデオ（現：マーベラス）より発売されたゲームソフト『川のぬし釣り』を始めとする作品群。

## 概要
主人公が川や海の「ぬし」と呼ばれる魚を求めて旅をする釣りRPG。以下のようにRPGによくある要素を取り入れている。
- ぬしを探るためには人々の話を聞いて、依頼や謎を解決しなければならない
- 野山を歩くと動物が出現して戦闘に入る
- 戦闘で得た経験値でレベルアップすると、戦闘で有利になるだけでなく、より遠くに釣り針を投げられるようになる
- 最初は低級な釣り具しか持っていないが、釣った魚を売却したお金で釣り具を充実させることができる
- 宿屋に泊ると体力が回復する。体力が減ると遠くまで針を投げられなくなる。釣った魚を食べることも体力を回復できるが、有毒魚を食べると死亡（宿屋から再スタート）する。

2014年12月29日から2021年10月31日まで、『川のぬし釣り』から『ぬし釣り64』までの開発者が独立し立ち上げたトゥキャンから、『釣り介』というゲームが配信されていた。

## シリーズ一覧

### 川のぬし釣りシリーズ
川や湖で淡水魚釣りに挑むシリーズ。一部携帯電話アプリにもなっている。
- 『川のぬし釣り』（ファミリーコンピュータ、1990年8月10日発売） - ぬし釣りシリーズ第1作。RPGの戦闘を釣りに変えたことからファニーゲーム賞を受賞
  - 『川のぬし釣り 自然派』（PCエンジン、1992年3月27日発売） - 『川のぬし釣り』のリメイク
- 『川のぬし釣り2』（スーパーファミコン、1995年4月28日発売）
- 『川のぬし釣り3』（ゲームボーイ、1997年9月19日発売） - ぬし釣りシリーズ初の携帯機作品。この作品からうぉっちモードが登場
- 『川のぬし釣り 秘境を求めて』（PlayStation、1998年8月20日発売。開発：アクセス）
- 『川のぬし釣り4』（ゲームボーイカラー、1999年7月16日発売） - 川と海両方が舞台となっている
- 『川のぬし釣り5 〜不思議の森から〜』（ゲームボーイアドバンス、2002年3月15日発売）
- 『川のぬし釣り ワンダフルジャーニー』（PlayStation 2、2005年1月27日発売）
- 『川のぬし釣り3&4』（ゲームボーイアドバンス、2006年2月9日発売） - 『3』、『4』の移植版
- 『川のぬし釣り こもれびの谷せせらぎの詩』（ニンテンドーDS、2007年6月28日発売）

### 海のぬし釣りシリーズ
海岸や船上で海水魚釣りに挑むシリーズ。
- 『海のぬし釣り』（スーパーファミコン、1996年7月19日発売） - サテラビューでも配信
- 『海のぬし釣り2』（ゲームボーイ、1998年7月10日発売）
- 『海のぬし釣り 宝島に向かって』（プレイステーション、1999年7月22日発売。開発：ディーディーエル、アクセス）

### ぬし釣りシリーズ
淡水、海水の両方を舞台とするシリーズ。
- 『ぬし釣り64』（NINTENDO 64、1998年11月27日発売。開発：ディーディーエル） - 川のぬし釣りシリーズをベースに堤防ステージと海水魚が釣れる釣り堀を追加した作品。釣りシーン、魚の飼育水槽等にシリーズで初めて3Dポリゴンを使用。釣った魚や虫を飼育できる機能も採用。『海のぬし釣り2』と64GBパックで連動することにより釣り堀の魚を追加することができる
- 『ぬし釣り64 潮風に乗って』（NINTENDO64、2000年5月26日発売。開発：ディーディーエル） - 海のぬし釣りシリーズをベースにした作品。この作品から、海外も行くことが出来るようになった。『川のぬし釣り4』と64GBパックで連動
- 『ぬし釣りアドベンチャー カイトの冒険』（ゲームボーイカラー、2000年8月4日発売） - 特に冒険要素が強い。川と海で釣りが可能

### 関連作品
同一メーカーによる釣りゲーム。釣り部分のシステムは類似している。
- 『つり太郎』（スーパーファミコン、1994年7月8日発売） - RPG要素を無くした作品。淡水魚釣り
- 『ふね太郎』（スーパーファミコン、1997年8月1日発売） - 『つり太郎』の海水魚釣りバージョン
- 『磯釣り 離島篇』（スーパーファミコン、1996年1月19日）
- 『バーチャルフィッシング』（バーチャルボーイ、1995年10月6日）
- 『フィッシュアイズシリーズ』